# Neon Bible
Neon Bible (с англ. — «Неоновая Библия») — второй студийный альбом канадской инди-рок группы Arcade Fire, выпущенный 5 марта 2007 года на лейбле Merge. Большей частью Neon Bible была записана в церкви Petite Église (Фарнем, провинция Квебек), которую Arcade Fire приобрели в середине 2006 года и отреставрировали.
Neon Bible занял первые строчки канадского и ирландского чартов, а также вторую позицию в американском Billboard 200, причём его продажи в первую неделю составили 92 000 копий. Согласно данным за 2011 год, на территории США было продано 400 тысяч экземпляров альбома. В британском UK Albums Chart диск также дебютировал на втором месте и впоследствии был отмечен платиновой сертификацией за 300 000 проданных копий.
Альбом был в основном тепло встречен музыкальными критиками, став для некоторых доказательством растущей популярности инди-рока, но при этом мнения обозревателей о качестве музыки разделились. Так, рецензенты NME и IGN отозвались о ней восторженно, в то время как обозреватель Rolling Stone критиковал слишком сдержанное сухое звучание , а журналист Uncut — неуместную напыщенность.

## Предыстория
Дебютный альбом Arcade Fire, Funeral (2004), получил высокие отзывы критиков и добился коммерческого успеха. Издания The Guardian, AllMusic, Blender и Drowned in Sound дали пластинке наивысшую оценку, а на территории Соединённых Штатов и Великобритании она была отмечена золотой и платиновой сертификациями соответственно. В интервью журналу Mojo 2006 года фронтмен группы Уин Батлер сказал: «[После успеха Funeral] жизнь стала просто невыносимой. Мы отказались от квартиры в Монреале и жили на чемоданах около десяти месяцев. После предыдущей записи мы с Реджин (Шассан) в течение долгого времени писали мало или не писали вообще». По словам Батлера, они с Шассан не представляли, как начнут сочинять снова, не говоря уже о съёме собственной студии.
Funeral был записан на монреальской студии Hotel2Tango, и после его выхода Arcade Fire решили, что им необходимо постоянное место для написания и записи музыки. По окончании турне в поддержку дебютного альбома группа приобрела здание Petite Église в городе Фарнем (Квебек). До покупки помещения Petite Église успел побывать и кафе-рестораном, и церковью, и даже масонским храмом. Когда ремонт здания завершился, группа перебралась туда и провела там вторую половину 2006 года, записав большую часть Neon Bible. В рамках дополнительных сессий в Будапеште под руководством продюсера Майкла Перта были записаны партии симфонического оркестра и военного хора (для композиции «No Cars Go» и будущего би-сайда «Surf City Eastern Bloc»). Кроме этого, состоялась короткая сессия в Нью-Йорке (Батлер вспоминал: «Нашей целью был берег океана, но мы добрались лишь до устья Гудзона»).
Обычно Arcade Fire самостоятельно продюсировали свою музыку, но в случае Neon Bible они решили нанять звукорежиссёра. Группа отправила демоверсии песен ряду широко известных продюсеров и звукорежиссёров. Из полученных ответов идеи Ника Лонея им понравились больше остальных, и Arcade Fire пригласили его в студию для дальнейшей работы над пластинкой. Весь следующий месяц Лоней и сопродюсер Neon Bible (а также инженер по микшированию) Маркус Штраус вместе работали над сведением каждого трека, а члены группы периодически приезжали из Монреаля, чтобы послушать результаты. В интервью HitQuarters Лоней сказал: «Было множество идей — едва ли не слишком много. Это было забавно — мой вкус порой уводил работу в совершенно новом направлении. Так что в каком-то смысле альбом стал комбинацией моего и их вкуса».

## Музыка и тексты
Работа над Neon Bible началась вскоре после завершения североамериканского тура в поддержку дебютного диска группы, Funeral. Уин Батлер, фронтмен Arcade Fire и уроженец Соединённых Штатов, проживший несколько лет в Канаде, рассказал, что в этот приезд в США ощутил себя «иностранцем» в родной стране. Этот взгляд извне стал для него источником вдохновения. Темы альбома берут начало в тематике американы, и в частности в творчестве Боба Дилана, Брюса Спрингстина и Элвиса Пресли. Отправной точкой для работы над Neon Bible послужила перезапись трека «No Cars Go» с дебютного мини-альбома группы, Arcade Fire (2003); примерно в тот же период была записана композиция «Black Mirror». На выбор названия лонгплея повлиял, как рассказывал Батлер, просмотр выступлений телевизионных проповедников и рецептов быстрого обогащения на YouTube. Кроме того, Arcade Fire увлекла мысль использовать в качестве центральных образов Neon Bible океан и телевидение. По словам Батлера, океан — это символ того, над чем у человека нет никакой власти. Во время интервью Pitchfork он упомянул и образ телевидения:
Люди не обязательно осознают, что усваивают [новое] мировоззрение или воспринимают идеи [во время просмотра телепередач]. Это не обязательно так выглядит, но это происходит. На мой взгляд, втянуться очень легко. Всё это начинает влиять на то, как вы воспринимаете мир.Оригинальный текст (англ.)People don’t necessarily know that they’re taking on a worldview, or absorbing ideas [while watching television]. It doesn’t necessarily seem like [it’s happening], but it definitely does. I find it very easy to get sucked in. It starts to affect the way you see the world.
Когнитивный диссонанс, вызванный мыслью о полной совместимости христианства и потребительской культуры, нашёл отражение в музыке композиций и их аранжировках — в протяжном звуке клавишных и струнных звенят тоска и безнадёжность. Чтобы добиться такого звучания, группа использовала несколько редких инструментов, в числе которых колёсная лира, мандолина, аккордеон и орган. Кроме того, в записи были задействованы оркестр и хор. В интервью Pitchfork Батлер подчеркнул: «Когда мы начинали запись, то считали, что нужно быть как можно проще. Но с некоторыми песнями это не работало — песни требовали большего».
В интервью журналу Rolling Stone Батлер рассказал, что концепция альбома родом из его детских кошмаров и понимания, что они могут воплотиться в жизнь: «Когда я был маленьким, то видел жуткие сны, в которых за мной приходили люди и мне надо было спасаться бегством. <…> Всегда есть какая-нибудь странная государственная организация или невидимая сила, которую я не понимаю, и вместе с ними живёт это невыносимое чувство страха. Я стал замечать, что эти ощущения, знакомые мне по детским снам, начали резонировать с атмосферой, которую я чувствую вокруг».
В первоначальном названии композиции «(Antichrist Television Blues)» перед скобками стояло имя Джо Симпсона — отца и по совместительству менеджера сестёр Джессики и Эшли Симпсон. Позже Батлер решил убрать имя Симпсона из названия, но сохранил скобки подзаголовка. На концертных выступлениях он представлял эту композицию как «песню о том, что происходит, когда отец начинает управлять дочерьми». Историю рождения ещё одной композиции, «My Body is a Cage», фронтмен рассказал в одном из интервью перед выходом альбома: «Мы остановились в каком-то дерьмовом отеле посреди пустыни, и я пел в ванной. Реджин услышала мой голос и начала подпевать — так и родилась „My Body is a Cage“, пожалуй, самая целостная песня из всех, что мы написали».

## Оформление и название
Художественным оформлением Neon Bible занималась канадская художница Трейси Морис — ранее она уже работала с группой над оформлением дебютного альбома Funeral. На обложке Морис изобразила семифутовую вывеску с мерцающей неоном Библией, которую Arcade Fire впоследствии задействовали в турне. В издании Rolling Stone обложку пластинки назвали одной из лучших в 2007 году. Редакторы сайта AOL Music, обсуждая обложку альбома, назвали её образцом того, как художник «занимается живым творчеством». Работа Морис не осталась незамеченной и была награждена музыкальной премией «Джуно» в категории «Лучшее художественное оформление CD/DVD-издания». Позднее Морис призналась, что оформление Neon Bible — её любимый проект с группой.
В интервью The A.V. Club фронтмен Уин Батлер сообщил, что название Neon Bible (с англ. — «Неоновая Библия») не имеет связей с одноимённым романом Джона Кеннеди Тула: «Это просто совпадение, но книгу я читал. <…> Многое в текстах песен связано с религией и культурой — темами, которые меня очень интересуют. Я всё время возвращался к этому образу, который казался мне очень подходящим на роль названия диска. И все остальные в группе согласились».

## Выпуск и продажи
На протяжении всего своего существования, главным образом в связи с гаитянскими корнями Реджин Шассан, группа пыталась привлечь внимание к социально-экономическим проблемам Республики Гаити. 5 ноября 2005 года Arcade Fire пожертвовали народу республики 15 тысяч долларов. 26 декабря 2006 года, чтобы поддержать гаитянский филиал благотворительной организации «Партнёры по здоровью», группа выпустила песню «Intervention» для цифрового скачивания в iTunes; вся прибыль была пожертвована организации. При этом первоначально Arcade Fire ошибочно разместили в iTunes «Black Wave/Bad Vibrations» — следующий за «Intervention» трек с Neon Bible. Ошибка была немедленно обнаружена, песню удалили с сайта, однако за короткое время она успела разойтись по сети. В своём блоге Уин Батлер впоследствии съязвил: «Есть какое-то очарование в том, что мы можем разослать совсем не ту песню всему миру одним кликом мыши».
28 декабря 2006 года группа сообщила, что первый сингл с предстоящего альбома, «Black Mirror», можно послушать, позвонив по номеру «(866) НЕОНОВАЯ-БИБЛИЯ» (англ. (866) NEON-BIBLE) с добавочным номером 7777. 6 января следующего года песня стала доступна для прослушивания на официальном сайте Arcade Fire. На следующий день на сервисе YouTube было опубликовано видео, где группа раскрывает некоторую информацию о Neon Bible — дату выхода, лейбл-дистрибьютор и список композиций; также в видео прозвучали отрывки некоторых песен с альбома.
2 февраля 2007 года на сайте группы были опубликованы тексты треков нового альбома, а также аудиоклип, где ребёнок читает басню «Волк и лиса» Жана де Лафонтена, на которой в общих чертах основана композиция «The Well and the Lighthouse». Через три дня на сайте появился промо-буклет в формате JPEG с надписями «Друг или враг?» (англ. Friend or Foe?) и «Страсть или страх?» (англ. Desire or Fear?), сопровождающими изображения людей с телами в виде косых крестов и открытой книги: эти изображения соответствовали образам в песнях, вошедших в альбом. Между ними был помещён текст басни «Волк и лиса» на английском и французском языках.
В октябре 2007 года группа создала сайт с адресом beonlineb.com (анаграмма «Neon Bible»), на главной странице которого стояла дата «6 октября». Высказывались разные догадки по поводу предназначения сайта — в том числе о том, что это анонс новой музыки или прямой трансляции концерта Arcade Fire, — некоторые поклонники догадались, что речь шла о музыкальном видео на песню «Neon Bible». В клипе фигурируют анимированные лицо и руки Уина Батлера, а зритель может «взаимодействовать» с ними.
Neon Bible был более успешен в коммерческом плане, чем первый диск Arcade Fire. Новый альбом дебютировал на первом месте в чартах Канады и Ирландии и на второй строчке в Соединённых Штатах, Великобритании и Португалии. Выше него в чартах США и Великобритании стояли Greatest Hits рэпера The Notorious B.I.G. и Yours Truly, Angry Mob группы Kaiser Chiefs соответственно. В конце марта 2007 года лонгплей получил золотую сертификацию от Music Canada за 50 000 проданных на территории Канады копий. Впоследствии Neon Bible был отмечен золотой сертификацией в Австралии (продажи составили 35 000 экземпляров), платиновой в Великобритании (за 300 000 проданных копий) и двойной платиновой в Ирландии (альбом разошёлся числом в 30 000 экземпляров).

### Турне
Arcade Fire начали турне в поддержку Neon Bible в январе и феврале 2007 года, ещё до официального релиза альбома. В этот период они проводили концерты на небольших площадках — таких, как родная школа музыканта группы Ричарда Парри в Оттаве, церковь в Лондоне или здание Украинской федерации Монреаля. В Лондоне, Монреале и Нью-Йорке прошло по пять концертов. Европейская часть тура стартовала в марте и начале апреля. Группа отыграла 23 концерта, а оставшиеся девять были отменены из-за болезни фронтмена: на сайте Arcade Fire Батлер сообщил, что потерял голос от перенапряжения и должен сделать операцию придаточных пазух носа. Первый североамериканский этап турне начался 26 апреля в Сан-Диего и 28 апреля в рамках фестиваля «Коачелла» в Индио, Калифорния; всего группа отыграла 26 концертов в Северной Америке. На разогреве практически каждого выступления этой части выступали такие исполнители, как The National, St. Vincent и Electrelane. 22 июня, в рамках фестиваля «Гластонбери», стартовала вторая европейская часть, состоявшая из 11 концертов, а по её окончании группа вернулась в Северную Америку, чтобы выступить на разогреве в десяти концертах LCD Soundsystem (начиная с 15 сентября на фестивале «Austin City Limits»). Между 25 октября и 19 ноября Arcade Fire отыграли ещё 14 концертов в Европе; 18 января 2008 года состоялось первое из шести выступлений в рамках фестиваля «Big Day Out» — группа посетила пять городов Австралии и новозеландский Окленд. Завершилось турне тремя концертами в Японии в феврале 2008 года.

## Отзывы критиков
| Совокупная оценка    | Совокупная оценка |
| Источник             | Оценка            |
| -------------------- | ----------------- |
| Metacritic           | 87/100            |
| Оценки критиков      |                   |
| Источник             | Оценка            |
| AllMusic             | [ 45 ]            |
| The A.V. Club        | A                 |
| Entertainment Weekly | A−                |
| The Guardian         | [ 48 ]            |
| Роберт Кристгау      | A+                |
| NME                  | 9/10              |
| Pitchfork            | 8.4/10            |
| Q                    | [ 51 ]            |
| Rolling Stone        | [ 9 ]             |
| Spin                 | [ 52 ]            |

Neon Bible получил высокие оценки от критиков; его рейтинг на сайте-агрегаторе Metacritic составляет 87 очков из 100 на основе 46 рецензий — более высокий результат показали только три альбома 2007 года. Журналист Марк Бомон из британского NME назвал альбом Arcade Fire «грандиозной глыбой, продолжающей великую традицию мелодичного трансатлантического протестного рока». Рецензент Кайл Райан из издания The A.V. Club воспринял диск как размышление на тему американского мира после событий 11 сентября 2001 года. По его словам, «посредством Neon Bible группа, похоже, подаёт сигнал другим разумным людям, загнанным в подполье всемирным безумием». Дерек Миллер из журнала Stylus рассматривает альбом схожим образом; он отметил, что, касаясь в Neon Bible тем «насилия, паранойи, фальши честного труда, подстрекательства к войне от имени организованной религии — всех основных тем бушующего инди-рока после 2003 года», группа в то же время идёт дальше — туда, где «тематические нити связывают песни, но не с помощью повторяющихся структур или прямых отсылок в тексте. Теперь Arcade Fire предлагают нам притчи и пророчества, рождённые в горниле американы». Роберт Кристгау, дав пластинке высшую оценку, сказал при этом, что Arcade Fire — «скорее стук, чем громовой раскат. Но какой это громкий и жизнелюбивый стук!»
Редактор IGN, оценив альбом в 8,9 балла из 10, отметил, что по сравнению с предыдущей работой группы «музыка в общем выглядит крепче и целостнее», и назвал Neon Bible «грандиозным проектом, который брызжет ликующим энтузиазмом и трепетным изобилием». Рецензент Дэвид Фрике из Rolling Stone выразил удивление тем, что «такая большая группа — сейчас семь участников — зачастую звучит на альбоме так сухо и сдержанно». В результате, согласно критику, получается «огромной мощности звучание, которое лишь слегка искрится по краям, оставляя Батлера одного в центре, ограждая его от вздымающихся приливных волн, падающих бомб и непрерывного потока дерьма на телевидении так надёжно, как будто он поёт с кафедры пустого собора». Обозреватель Uncut поставил пластинке три балла, неоднозначно оценив её содержание. По словам критика, хотя некоторые композиции Neon Bible вызывают восхищение, худшей чертой альбома является помпезность — его создатели относятся к нему с такой серьёзностью, что никто больше его всерьёз воспринимать не может.

### Признание
Успех Neon Bible сопровождался получением нескольких музыкальных наград, включая Meteor Music Awards («Лучший международный диск»), PLUG Independent Music Awards («Лучшая пластинка»). В 2008 году пластинка одержала победу на канадской премии «Джуно» в категории «Лучший альтернативный альбом года». Она также стала финалистом ежегодной премии Polaris Music Prize 2007. На 50-й церемонии вручения «Грэмми» лонгплей был представлен в категории «Лучший альтернативный альбом», но проиграл группе The White Stripes с диском Icky Thump. Помимо этого, в 2008 году Neon Bible был номинирован на премии BRIT и NME в категориях «Международный альбом» и «Лучший международный альтернативный/инди диск» соответственно.
Британское издание Q объявило Neon Bible лучшим альбомом 2007 года, а в рейтингах NME и Rolling Stone он расположился на четвёртой позиции.
| Издание              | Страна         | Рейтинг                                      | Год  | Место |
| -------------------- | -------------- | -------------------------------------------- | ---- | ----- |
| The A.V. Club        | США            | Выбор редакции: лучшие альбомы 2007 года     | 2007 | 1     |
| Billboard            | США            | Выбор редакции: лучшие альбомы 2007 года     | 2007 | 2     |
| Blender              | США            | Лучшие альбомы 2007 года                     | 2007 | 2     |
| Consequence of Sound | США            | Лучшие пластинки 2007 года                   | 2007 | 11    |
| Drowned in Sound     | Великобритания | 50 лучших альбомов 2007 года                 | 2007 | 19    |
| musicOMH             | Великобритания | Топ-20 альбомов 2007 года                    | 2007 | 6     |
| NME                  | Великобритания | Лучшие альбомы 2007 года                     | 2007 | 4     |
| No Ripcord           | Великобритания | Лучшие 50 альбомов 2007 года                 | 2007 | 3     |
| Paste                | США            | Топ-100 лучших альбомов 2007 года            | 2007 | 2     |
| Pitchfork            | США            | Лучшие альбомы 2007 года                     | 2007 | 27    |
| PopMatters           | США            | Лучшая музыка 2007 года                      | 2007 | 5     |
| Q                    | Великобритания | Лучшие альбомы 2007 года                     | 2007 | 1     |
| Rolling Stone        | США            | Лучшие альбомы 2007 года                     | 2007 | 4     |
| Slant                | США            | Лучшие пластинки 2007 года                   | 2007 | 12    |
| Spin                 | США            | Лучшие альбомы 2007 года                     | 2007 | 2     |
| The Village Voice    | США            | Pazz & Jop: лучшие альбомы 2007 года         | 2007 | 5     |
| Q                    | Великобритания | 250 альбомов нашей жизни по версии издания Q | 2007 | 74    |

## Наследие
- «My Body is a Cage» использовалась в телевизионном проморолике фильма «Загадочная история Бенджамина Баттона» (2008)[67].
- Кавер-версия «My Body is a Cage» в исполнении британского музыканта Питера Гэбриэла, записанная для его восьмого альбома Scratch My Back (2010), прозвучала в эпизоде «С самого начала»[англ.] телесериала «Доктор Хаус» (эфир от 14 марта 2011 года)[68], а также вошла в саундтрек к видеоигре Assassin’s Creed III (2012)[69] и использовалась в трейлере картины «Джон Картер» (2012)[70].
- Название американского антиутопического телесериала «Чёрное зеркало», транслируемого Netflix, было частично вдохновлено открывающей Neon Bible одноимённой композицией[англ.][14]. Термин «чёрное зеркало» отсылает к погасшему экрану телефона или выключенному телевизору, когда зритель видит в нём своё тёмное отражение[71].

## Список композиций
Все песни написаны группой Arcade Fire.
| №   | Название                        | Длительность |
| --- | ------------------------------- | ------------ |
| 1.  | «Black Mirror»                  | 4:13         |
| 2.  | «Keep the Car Running»          | 3:29         |
| 3.  | «Neon Bible»                    | 2:16         |
| 4.  | «Intervention»                  | 4:19         |
| 5.  | «Black Wave/Bad Vibrations»     | 3:56         |
| 6.  | «Ocean of Noise»                | 4:53         |
| 7.  | «The Well and the Lighthouse»   | 3:57         |
| 8.  | «(Antichrist Television Blues)» | 5:10         |
| 9.  | «Windowsill»                    | 4:16         |
| 10. | «No Cars Go»                    | 5:43         |
| 11. | «My Body is a Cage»             | 4:47         |

## Участники записи
Данные адаптированы из буклета Neon Bible.
| Arcade Fire (вкл. сведение, продакшн, аранжировку) - Уильям Батлер - Уин Батлер - Реджин Шассан - Джереми Гара - Тим Кингсбери - Сара Ньюфелд - Ричард Рид Парри Музыканты - Мелани Оклер — виолончель - Хаджи Бакара — звуковые эффекты - Оуэн Паллетт — скрипка, оркестровые аранжировки (треки 1, 2, 10) вместе с Реджин Шассан - Лиза Рей — арфа - Марика Шоу — виола - Пьетро Амато, Эдит Грюбер, Маргарет Гюндара, Джейк Хенри, Лоран Менар, Джеффри Шусмит, Колин Стетсон, Андреас Стольцфус, Джейкоб Валенсуэла, Мартин Уэнк — медные духовые инструменты - Шона Каллендер, Джоанн Деган, Шантел Геро, Таша Геро, Джин Шервуд — бэк-вокал - Питер Ф. Друкер — хормейстер - Иштван Шилло — дирижёр оркестра | Технический персонал - Фрэнк Аркрайт — мастеринг - Скотт Колбёрн — звукоинженер - Маркус Дравс — звукоинженер, сведение (треки 3, 5) - Ник Лоней — сведение (треки 2, 4, 6—9, 11) - Джин Люк Делла Монтанья — продакшн-ассистент - Спайк Стент — сведение (треки 1, 10) - Франсуа Шевалье, Алекс Друмгул, Дейв Эмери, Доктор Брайан А. Эванс, Майк Фьюэрстек, Томми Хаф, Джеймс Ханна Огильви — ассистенты - Кристоф Коллетт — фотографии - Кэтрин Крэм — координирование - Дэрил Гриффит — копиист - Оливер Гру — анимация, монтаж - Чаба Локёш — оркестровый контрактор - Трейси Морис — режиссура, дизайн обложки и упаковки - Франсуа Мирон — главный фотограф - Рената Моралес — костюмер - Винсент Моррисет — веб-дизайн - Майкл Перт — координирование, монтаж |

## Чарты и сертификация
| Чарт (2007)    | Высшая позиция |
| -------------- | -------------- |
| Австралия      | 7              |
| Австрия        | 25             |
| Бельгия        | 5              |
| Великобритания | 2              |
| Германия       | 11             |
| Дания          | 11             |
| Ирландия       | 1              |
| Исландия       | 5              |
| Испания        | 14             |
| Италия         | 44             |
| Канада         | 1              |
| Мексика        | 75             |
| Нидерланды     | 13             |
| Новая Зеландия | 20             |
| Норвегия       | 3              |
| Португалия     | 2              |
| США            | 2              |
| Финляндия      | 5              |
| Франция        | 9              |
| Швейцария      | 23             |
| Швеция         | 16             |

| Регион                                                      | Сертификация  | Продажи |
| ----------------------------------------------------------- | ------------- | ------- |
| Австралия (ARIA)                                            | Золотой       | 35 000^ |
| Канада (Music Canada)                                       | Золотой       | 50 000^ |
| Ирландия (IRMA)                                             | 2× Платиновый | 30 000^ |
| Великобритания (BPI)                                        | Платиновый    | 374,430 |
| США                                                         | —             | 439,000 |
| ^ Данные о тиражах приведены только на основе сертификации. |               |         |